# NGC 1685
NGC 1685 è una galassia lenticolare barrata situata nella costellazione di Orione, a una distanza di circa 218 milioni di anni luce dalla nostra Via Lattea.

## Scoperta
La galassia è stata scoperta nel gennaio 1850 dall'astronomo irlandese George Johnstone Stoney.

## Descrizione

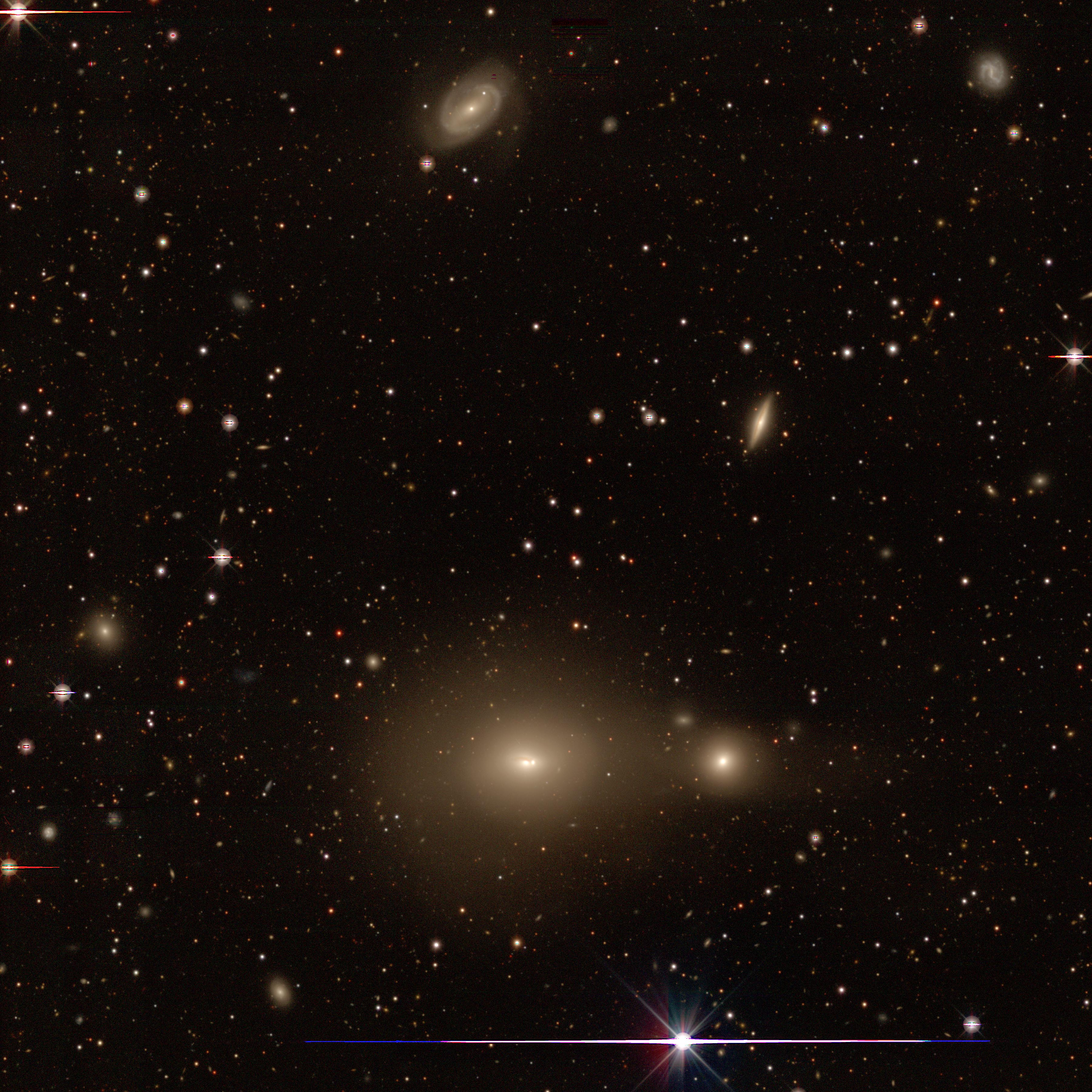
In questa immagine DESI Legacy Imaging Surveys, NGC 1685 è la galassia situata in alto; le altre galassie sono NGC 1684 (in basso al centro), NGC 1682 (in basso a dx) e NGC 1683 (in mezzo).

Nello stesso campo di cielo di NGC 1685 sono presenti anche le galassie NGC 1682, NGC 1683 e NGC 1684.
NGC 1685 è una galassia attiva del tipo Seyfert 2 e presenta una larga riga a 21 cm dell'idrogeno neutro.
Data la sua luminosità superficiale pari a 14,27, NGC 1685 può essere classificata come una galassia a bassa luminosità superficiale (nella letteratura in lingua inglese abbreviata in LSB, acronimo di Low Surface Brightness). Le galassie LSB sono galassie di tipo diffuso (D) con una luminosità superficiale inferiore di almeno una magnitudine a quella del cielo notturno circostante.

## Gruppo di NGC 1685
NGC 1685 fa parte di un piccolo gruppo di galassie composto da tre membri. Le altre due galassie del Gruppo di NGC 1685 sono MCG -1-13-22 e MCG -1-13-23.